# Sri Sacchidananda Bharati I
Sri Sacchidananda Bharati I (tamil: ஸ்ரீ ஸச்சிதாநந்த பாரதீ - 1, Devanagari: श्रीसच्चिदानन्द भारती - 1) fue un santón hindú y líder religioso del siglo XVII. Fue el Jagadguru —literalmente maestro espiritual mundial, a veces traducido como «pontífice», del matha hindú —establecimiento monástico o religioso similar— Sringeri Sharada Peetham desde 1623 hasta 1663, y se cree que lo salvó de un ataque por medios espirituales.

## Primeros años
Sacchidananda nació Narasimha en el AD 1607, en el pueblo de Srikanteswarapuram ( sánscrito : श्रीकण्ठश्वरपुरम् ) ahora conocido como Kunnuvarankottai, cerca Batlagundu en la parte de la India del Sur. Este pueblo ha sido referido con varios nombres, a saber, Ardhanareeswarapuram, Jandrapatti o Jandrapalle en esos tiempos según la biografía. Este pueblo estaba en el distrito de Madurai y actualmente se encuentra en el distrito de Dindigul —desde 1985 en adelante— de Tamil Nadu.

## Pontificado
Sachchidananda Bharati pronto adquirió la maestría sobre los vedas y shastras y visitó muchos santuarios famosos, incluyendo el Templo de Meenakshi Amman. Se puede observar en su biografía que vivió en Madurai y en la aldea de Melmangalam también por un corto período durante su Brahmachari y aprendió los vedas y los sastras allí. Inicialmente, quería casarse con la hija de su tío materno. Pero el entonces Jagadguru Sri Abhinava Narasimha Bharati, le aconsejó a favor del celibato y lo persuadió para que se convirtiera en un sanniasin.
Sachchidananda Bharati fue ordenado pontífice de Sringeri Sharadha Peetam en 1623. Cuando ascendió a la silla pontifical, la parte de la India del Sur estaba plagada de guerras civiles y disturbios. Durante este período, Venkatappa Nayaka fue el gobernante de Ikkeri,(ver Nayakas de Keladi). Se dice que Sri Sachchidananda Bharathi-I visitó Ikkeri por invitación del gobernante Venkatappa Nayaka. Desde allí, acompañado por este gobernante, el vigésimo quinto Jagadguru visitó el templo de Kollur Mookambika. Se sabe que en 1629, el rey Virabhadra Nayaka (1629-1645) ascendió al trono de Ikkeri después de Venkatappa Nayaka (1586–1629). Durante este período, esta región fue invadida por muchos reinos vecinos.
Sachchidananda Bharathi-I está considerado por sus devotos como el que salvó a Sringeri a través de sus penitencias y austeridad durante un período en el que Sringeri fue atacado tres veces por el vecino rey Bhairava de Kalasapuram. El rey de Ikkeri, Virabhadra Nayaka, vino en apoyo de Sringeri y el territorio circundante. Fue derrotado por el rey Bhairava dos veces y así Bhairava se envalentonó para atacar a Sringeri por tercera vez. Sri Sachidananda Bharathi, rezó por la ayuda divina a través de su penitencia y austeridad. Al día siguiente, el Jagadguru fue informado de que había abandonado la ciudad. El gurú tuvo un sueño más tarde en el que las deidades de los alrededores le informaban que habían defendido y protegido a Sringeri.
Los reyes de Ikkeri, Virabhadra Nayaka y Sivappa Nayaka, que apoyaron a Sringeri y otorgaron varias concesiones de tierras a Sringeri Sarada Peetam durante este período.

Sus devotos consideran que Sachchidananda Bharathi-I salvó a Sringeri y contribuyó a su fama. También fue un buen administrador y respetado por todas las personas de todas las religiones y sectores de la sociedad.

## Biografías
La biografía más popular de Sachchidananda Bharati es de R. Krishnaswami Iyer, quien basó su biografía en manuscritos sánscritos de la época. Mientras estudiaba el Ramachandra Mahodaya Kavya del Sri Sachchidananda Bharati swami, el vigésimo quinto Jagadguru según el consejo de Sri Abhinava Vidya Theertha Swamigal, descubrió otro manuscrito que trataba de la vida de ese Jagadguru y que lleva el título: Sri Ramachandra Mahodaya Kavya Kartru Swarupa Prakasam.

## Composiciones, himnos y obras
Se dice que Sri Sacchidananda Bharati (I) compuso el Gurustutisatakam (en sánscrito: गुरुस्तुति शतकम्), que detalla las vidas de todos los Acharyas de Sringeri desde Adi Sankara hasta el vigésimo cuarto pontífice Sri Abhinava Narasimha Bharati. También ha compuesto otros himnos y obras métricas como Meenakshi Satakam (sánscrito: मीनाक्षी शतकम्), Meenakshi Ashtakam (sánscrito: मीनाक्षी अष्टकम्) en recuerdo de su estancia en Madurai y la visita al templo de la diosa Meenakshi, Rama Bhujanga (sánscrito: रामभुजङ्गम्), Kovidashtakam y Ramachandra Mahodayakavyam. Rama Bhujangam fue compuesta dentro del medidor Prayaata Bhujanga perteneciente al grupo Bhujanga, —arte de la prosodia y de la métrica poética—. Muchos autores se han referido en sus artículos a un notable verso del Rama Bhujanga que significa que este Bhujangam («serpiente») se dice que aleja la lujuria y la ira («ratas») cuando está encerrado en el corazón. También se refiere aquí al Señor Rama en su templo de su pueblo natal Jandrapatti.
Sri Sacchidananda Bharati (I) construyó y consagró el santuario de la diosa Bhavani dentro del templo de Sri Malahanikareshwara en la cima de una colina en Sringeri. Varios festivales incluyendo el Rathotsava fueron iniciados por el vigésimo quinto Jagadguru que se celebran hasta el día de hoy.
Durante la visita de Sri Bharati Tirtha Mahaswamigal de Sringeri Sarada Peetam en mayo de 2012 a Madurai, publicó un libro sobre Sri Meenakshi Shatakam (en sánscrito: मीनाक्षी शतकम्) que consta de unos 122 versos sobre la diosa Meenakshi de Madurai.
Durante la visita de Sri Bharati Tirtha Mahaswamigal y Sri Sri Vidhu Sekhara Bharathi Swamigal de Sringeri Sarada Peetam en abril de 2017 a Madurai, Sri Bharati Tirtha Mahaswamigal recordó que el vigésimo quinto Jagadguru procedía de esta región de Madurai (antiguo reino de Pandya) y mencionó acerca del Sri Meenakshi Shatakam (sánscrito): मीनाक्षी शतकम्).

## Lugares asociados con Sachchidananda Bharati I
El pueblo de Kunnuvarankottai es un importante lugar de peregrinaje asociado con Swami Sachchidananda Bharati. Este pueblo está servido por tres ríos Vaigai, Maruda y Manjalaru llamados como Triveni Sangam ( sánscrito: त्रिवेणी सङमम् - tamil: த்ரிவேணீ - சங்கமம் - Significado: Tri-Tres, Veni-río, Sangam-confluencia. El río Vaigai que toma ligeramente un curso norte (tamil: உத்தரவாஹினீ, sánscrito : उत्तरवाहिनी), es también conocido como Ganges en Benarés cerca de este pueblo. Se infiere del artículo en "Amman Darisanam" y del prólogo del autor en la Parte II de la biografía que el trigésimo quinto pontífice Sri Abhinava Vidyateertha Mahaswamigal y el actual pontífice Sri Bharathi Teertha Mahaswamigal han visitado esta aldea. El autor R. Krishnaswamy Iyer ha hecho una referencia anecdótica en el prólogo de la Parte II, con respecto a la visita, el baño sagrado del trigésimo quinto pontífice en el punto de confluencia de estos ríos, su visita al antiguo templo Koti Mukteeswarar aquí, representación de su Sri Sarada Chandramouleeswara Puja diario en este pueblo cercano y su «charla bendita» sobre el significado de esta área (Sthalam (tamil: ஸ்தலம் ) (sánscrito: स्थलम् ) en 1965.
El Jayanthi (aniversario) del vigésimo quinto pontífice Sri  
Sachchidananda Bharathi Maha Swamigal se menciona en la biografía como en el mes de la estrella Sravana-Rohini. El Jayanthi se celebra en este templo de Kunnuvarankottai Kasi Visalakshi-Viswanathar según los consejos y bendiciones del trigésimo quinto pontífice, cada año por devotos desde 1965. El artículo de Amman Darisanam también menciona el Kumbhabhisekham de este templo en 2001. Shri V.Viswanatha Sivachariyaar es su sacerdote. Hay otros santuarios para el Señor Dakshinamoorthy, Bhairava, y Hánuman.

Con las bendiciones y la benevolencia de Sri Bharathi Teertha Swamigal y con la ayuda de los devotos, el Kumbhabhishekam de este templo se completó en enero de 2013 y se construyó un mandapam frente al santuario del Señor Dakshinamoorthy en este templo.
El templo estaba cerca del punto de confluencia de los tres ríos antes de que los lugareños creyeran que había sido dañado por calamidades naturales —como las inundaciones—. Se cree que el actual asentamiento de la aldea y el templo del Señor Visalakshi Viswanathar, a medio kilómetro de distancia, fue reconstruido después de los daños causados por estas inundaciones. Sri Vidhusekhara Bharathi Swamigal visitó esta aldea durante su viaje a la ciudad de Batlagundu en abril de 2017.

## Historia de la región
Un estudio fue realizado por los arqueólogos de los Mu, del Centro histórico de Rasamanikkanar, Trichy recientemente sobre la antigua inscripción tamil encontrada en un templo en ruinas de esta zona según el artículo publicado en la revista Kalki Tamil. Este artículo menciona que este templo pertenece al siglo XIII y la inscripción está descifrada así: Esta aldea se llamaba Kelundagam durante este período y era un puesto de importante para los comerciantes y mercaderes que llevaban mercancías hacia el este, hacia Madurai (capital de la dinastía Pandya). La inscripción dice además que un grupo de dieciocho comerciantes era responsable de la recaudación de impuestos de los comerciantes que transportaban mercancías. El dinero de los impuestos recaudados debía destinarse al mantenimiento del templo del Señor Shiva (Madurai Udaya Eswaran - மதுரை உதய ஈஸ்வரன்) y del templo del Señor Vishnu (Thiru Kannudaya Vinnagaram - திரு கண்ணுடைய விண்ணகரம்) que se encuentra en esta zona cerca de la confluencia de los ríos Vaigai y Manjalaru. El artículo ha publicado fotografías de las paredes del antiguo templo y menciona una escultura muy rara en la pared exterior del templo que representa la pena capital impuesta a los criminales durante esa época. También menciona que este tipo de pinturas se pueden encontrar en el Templo de Meenakshi Amman. Por lo tanto, esto está conectado con el reino de Pandyan debido al nombre del templo del Señor Shiva (Madurai Udaya Eswaran) y también la escultura que se asemeja a la arquitectura de Pandya. El estudio menciona que no se pudo leer toda la inscripción ya que las paredes están sumergidas bajo tierra. Como esta zona estaba cerca de la confluencia de los ríos Vaigai (también llamado Vegavathy en esta región) y Manjalaru, los lugareños se refieren a esta zona como Mukkuttuthurai que significa «puerto». Según el documento, este puerto servía a los comerciantes locales para transportar mercancías a la capital del reino de Pandya, que es Madurai. El río se llama Vegavathy («río de corriente rápida»), ya que fluye hacia abajo desde el valle de Varushanad. Esto ayudó a la navegación y el transporte de mercancías a través de barcos en el reino de Pandya.
Según los registros históricos, esta zona puede haber sido gobernada por varios reyes Pandya desde Maravarman Sundara Pandyan, Sundaravarman Kulasekaran II a través de Jatavarman Sundara Pandyan que gobernó Madurai hasta finales del siglo XIII.
La primera parte del siglo XIV vio el declive gradual de la  dinastía Pandya, lo que dio lugar a las repetidas invasiones de los reinos de la India del Sur por el sultanato de Delhi. Ala-ud-din Khilji de la dinastía de los esclavos de Delhi envió a su general, Malik Kafur, en 1310. Malik Kafur marchó hacia el sur, saqueando reinos en el centro y sur de la India en el camino a Madurai. Una vez en la ciudad, la saqueó, paralizando el comercio, suprimiendo el culto público y haciendo miserable la vida civil. El gran templo de Minakshi con sus catorce torres fue derribado, destruyendo las calles y edificios cercanos y dejando intactos solamente los dos santuarios de Sundaresvara y Meenakshi. La dinastía del sultán (sultanato de Madurai) se estableció pronto en Madurai, gobernando Madurai durante unos 50 años en el siglo XIV. Este período fue una etapa oscura para el templo de Madurai Meenakshi (Templo de Meenakshi Amman) en Tamil Nadu, ya que no hubo puja durante este período y el ídolo de la diosa Meenakshi fue sacado de la ciudad. Durante este período, la mayor parte del sur de la India quedó bajo el dominio del sultanato de Delhi.
El Imperio vijayanagara bajo Bukka Raya realizó una serie de esfuerzos para conquistar la India del Sur y restablecer un reino hindú. Cabe señalar que este rey fue bendecido por el duodécimo Sringeri Peetadhipathi Saint Mádhava Vidiarania (1380-1386) de Sringeri Sarada Peetam en estos esfuerzos. Hubo una serie de invasiones de vijayanagara a mediados del siglo XIV que lograron restringir inicialmente y finalmente poner fin al gobierno del sultanato de Madurai sobre Madurai. Los ejércitos de vijayanagara fueron liderados por el hijo de Bukka, Kumara Kampanna Udaiyar y Veera Savanan. Derrotaron y mataron al gobernante musulmán Hassan Gangu en 1371. Así, el gobierno sultán de la región fue derrocado por el nuevo reino hindú de Vijayanagara, que había sido fundado en Hampi. Durante los siguientes dos siglos, este imperio resistió repetidas invasiones sultán desde el norte. Kampana Udaiyar inició una dinastía, subordinada a la corte de Vijayanagara, que duró dos siglos. El efecto inmediato de esta victoria fue la reapertura de los templos de Shiva y Vishnu en las ciudades de Madurai, Srirangam, Chidambaram y Kanchipuram en la región sur. La regla fue continuada por gobernadores nombrados por Vijayanagara que tenían "Nayaka" como título. El rey Krishna Devaraya (1509-1529), el gobernante más grande de la dinastía Vijayanagar, ejerció un estrecho control sobre esta parte de su imperio.
Nagama Nayaka era el oficial del rey Krishnadeva Raya de Vijayanagara que gobernaba Madurai y fue seguido por Viswanatha Nayaka. 
La dinastía Nayaka fue iniciada formalmente por Visvanatha Nayaka en Madurai. Los nakayas de Madurai fueron gobernantes desde alrededor de 1529 hasta 1736, de una región que comprende la mayor parte de la actual Tamil Nadu, India, con Madurai como su capital. El reinado de los Nayakas fue una época conocida por sus logros en las artes, la cultura y reformas administrativas, revitalización de templos previamente saqueados por los sultanes de Delhi e inauguración de un estilo arquitectónico único. El reino de Pandya fue dividido en 72 palayams por el rey Viswanatha Nayaka (1529-1563) y su ministro Ariyanatha Mudaliar, ambos reconstruyeron y renovaron el templo de Meenakshi Amman junto con la sala de los mil pilares.
El período de Sri Sachchidananda Bharati I fue durante el siglo XVII durante el reinado de la dinastía Nayaka de Madurai, bajo los dos reyes nayakas: Muthu Virappa Nakaya (1609-1623) Muttu Veerappa Nayaka (1659-1662). El prólogo escrito por Shri KR Venkatraman, editor de Sankara Krupa en la biografía de Sri Sachchidananda Bharati I menciona también sobre esta historia de Madurai y la renovación del Templo de Meenakshi Amman por los reyes Muttu Virappa Nayaka y Thirumala Nayaka bajo el ministerio de Sri Neelakanda Deekshithar. El período del rey Muthu Virappa Nakaya (1609-1623) fue durante la infancia de Sri Sachidananda Bharathi-I. Sri Sachidananda Bharathi-I permaneció en Madurai como Brahmachari durante algún tiempo. Durante este período, este rey completó el mandapam kambathadi y el mandapam vasantharaya. Durante el período de Thirumala Nayaka (1623-1659), Sri Sachidananda Bharathi-I fue ordenado peetadhipathi de Sringeri Sarada Peetam. Construyó el pudu mandapam y restableció las pujas para las deidades en el templo Madurai Meenakshi según los puranas como "Haalaasya Mahatmiyam" y las reglas de agama. Esto se puede ver incluso ahora en el templo de Madurai Meenakshi. El área cerca de Kunnuvarankottai, el lugar de nacimiento del 25º Jagadguru quedó bajo el Batlagundu Palayam de los 72 palayams por encima de cuyo jefe era Madhiraja. Esta biografía también menciona sobre el templo del Señor Shiva (templo de Koti Muktheeshwarar) y el templo del Señor Vishnu (templo del Señor Rama, templo de Varadaraja Perumal) en esta región durante este período. Las leyendas locales y el folclore oral —poemas de los cantantes del templo de Shiva llamados oduvars— de esta región que cantan canciones en el templo en varios ragas (பண்) de música carnática se refieren al Señor Shiva de este templo como SriKantaPuravasane. (Tamil- ஶ்ரீகண்டபுரவாசனே) Sánscrito: श्रीकण्ठ॓श्वरपुरम् - Srikanteswarapuram en sánscrito). Esta tradición oral ha continuado hasta el día de hoy en los templos del Señor Shiva. Hay otro templo Mukteeswarar cerca de Vandiyur Mariamman Teppakulam en Madurai construido por el rey Thirumala Nayaka (1623-1659). Esto está relacionado con los temas de la historia de los templos antiguos y la arqueología de la India del Sur, las esculturas de los templos antiguos, la arquitectura, las pinturas, la navegación, el transporte y los puertos de las antiguas dinastías Pandya y Nayaka.